# Dulovce
Dulovce és un poble i municipi d'Eslovàquia que es troba a la regió de Nitra, al sud-oest del país. El 2021 tenia 1.648 habitants.

## Demografia
| Godina             | 1994 | 2004   | 2014   | 2024    |
| ------------------ | ---- | ------ | ------ | ------- |
| Nombre de persones | 1901 | 1859   | 1778   | 1598    |
| Diferència         |      | −2,20% | −4,35% | −10,12% |

| Godina             | 2023 | 2024   |
| ------------------ | ---- | ------ |
| Nombre de persones | 1620 | 1598   |
| Diferència         |      | −1,35% |